# マクラーレン・MCL32
マクラーレン・MCL32 (McLaren MCL32) は、マクラーレンが2017年のF1世界選手権参戦用に開発したフォーミュラ1カーである。
ロン・デニスが2016年11月にCEOを解任されたことに伴い、シャシー名称が36年間継続した「MP4」から「MCL」に変更された。

## 概要
2017年2月24日に正式発表。
マシンには長いシャークフィンが搭載され、サイドポッドのエアインテークとドライバー頭上のエアボックスがかなり小さくなっているのが特徴となっている。カラーリングはパパイヤオレンジとつや消しブラックのカラースキームにホワイトのラインが入ったものに変更され、燃料メーカーもBP/カストロールに変更された。パワーユニット（以下、PUと略す）を提供するホンダもコンセプトを一新し、低重心化と軽量化を図りパワーを向上させたと長谷川祐介F1プロジェクト総責任者は述べたが、後述の通り惨憺たるシーズンとなってしまった。

## 2017年シーズン

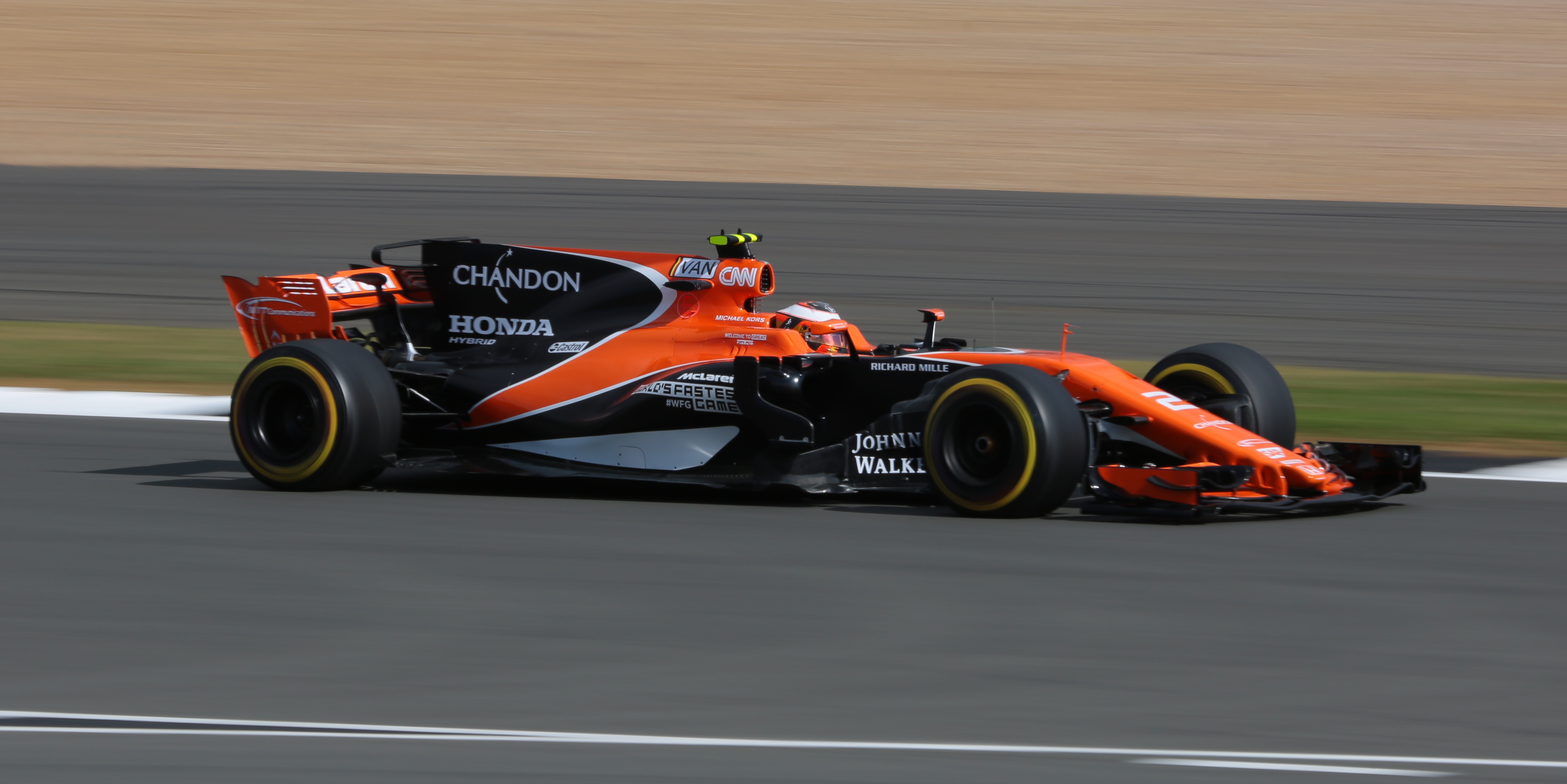
イギリスGPのストフェル・バンドーン

ドライバーはフェルナンド・アロンソが残留、引退したジェンソン・バトンに代わりストフェル・バンドーンが昇格した。但しアロンソは以前より毎年5月に行われるインディ500への参戦を強く希望していたため、日程が重複するモナコGPはバトンが代走を務めた。
プレシーズンテストでPU関連のトラブルやマシン側のトラブルに泣かされ走行距離（マイレージ）を稼げず、大きな不安を残して2017年シーズンに臨むことになった。
アロンソは開幕2戦で入賞圏内を走行する好走を見せたが、いずれもマシントラブルでリタイアに終わった。第3戦バーレーンGPと第4戦ロシアGPでは、フリー走行からPUの問題が多発し、決勝も低迷。第5戦スペインGPと第6戦モナコGPでは、前者はアロンソがPUのトラブルが発生しつつも予選では初めてQ3に進出し7番グリッドを獲得したもののノーポイントで終わり、後者は2台ともQ3進出を果たしたが、決勝は2台ともリタイアに終わった。第7戦カナダGPではアロンソがポイント圏内の10位を走行していたが、レース終盤にPUのトラブルに見舞われ入賞を逃した。

開幕から7戦ノーポイントはチームワーストで、ここまで2017年シーズンに参加する10チームで唯一ポイントを獲得できていなかったが、第8戦アゼルバイジャンGPでアロンソが9位に入賞し、ようやくポイントを獲得した。第10戦イギリスGPでバンドーンがQ3進出を果たしたが、決勝は入賞に一歩及ばなかった。低速サーキットのハンガロリンクで行われた第11戦ハンガリーグランプリでは予選で両者ともQ3に進出、決勝でアロンソがファステストラップを記録するとともにシーズン初のダブル入賞を果たし、ポイントでザウバーを上回りようやくコンストラクターズランキング最下位を脱して、シーズン前半を終了した。
だが、プレシーズンテストでの不安が現実のものとなり、PUの設計を一新したこともあってPU関連のトラブルが頻発。また、開幕戦のオーストラリアGPのようなサスペンションの不調などのシャシー関連のトラブルも少なからず発生。シーズン前半はこれに悩まされ、予選でQ3に進出してもPUの交換によるグリットペナルティで帳消しとなり、決勝戦で入賞が期待できたレースはリタイアとなってしまった。トラブル自体は第11戦のダブル入賞をきっかけに改善の見通しが立ちつつあったが、マクラーレン側は今までのホンダPUの低パファーマンスに対して不満を抱えている状況であり、開幕前からホンダとマクラーレンとの関係は悪化の一途を辿っていた。そして、第14戦シンガポールGPでホンダとの供給契約終了と2018年からのルノーPU供給契約を発表した。
ホンダとの提携解消が決まったシンガポールGPとマレーシアGPでは2台ともQ3進出。だが、アロンソは前者では多重クラッシュに巻き込まれてしまいリタイア、後者では中団の順位争いに巻き込まれペースを上げることができず最終的に11位に終わった。逆にバンドーンは2戦とも7位入賞を果たした。そして、「マクラーレン・ホンダ」として最後となった日本GPはアロンソが入賞圏に一歩及ばず11位、バンドーンは14位に終わった。アメリカGPはバンドーンがPUのトラブルによる交換のため最後尾スタートを余儀なくされ、アロンソはQ3進出を果たし決勝で入賞圏内を走っていたものの、PUにトラブルが出てリタイアとなった。メキシコGPでは両者ともPUの交換によるペナルティで後列からのスタートとなったが、アロンソは10位に入賞した。アロンソは続くブラジルGPでも8位入賞を果たし、バンドーンのポイントを上回った。最終戦アブダビGPもアロンソは9位に入賞し、3年で終わることとなった「マクラーレン・ホンダ」のパートナーシップに終止符を打った。

## スペック

### シャシー
- 形式：MCL32
- モノコック構造：カーボンファイバー/ハニカムコンポジット構造
- 安全構造：コクピット・サバイバルセル（対衝撃構造）、貫通防止パネル、フロント・インパクト構造、サイド・インパクト構造、リア・インパクト構造、フロント＆リアロール構造
- ボディーワーク：カーボンファイバー・コンポジット製。エンジンカバー、サイドポッド、フロア、ノーズ、フロントウイング、リアウイング、ドライバー操作によるドラッグ抵抗低減システム（DRS）
- サスペンション：前後独立懸架 前輪プッシュロッド式/後輪プルロッド式トーションスプリング
- 重量：728kg（ドライバー含む・燃料は含まず）、重量配分は45.3％～46.3％
- 電子機器：マクラーレン・アプライド・テクノロジーズ シャシー制御とパワーユニット制御、データ収集機器、オルタネーター、センサー、データ解析およびテレメトリー・システムを含む
- 計器類：マクラーレン・アプライド・テクノロジーズ ダッシュボード
- 潤滑油：カストロール グリース、潤滑油
- ブレーキシステム：曙ブレーキ工業（AKEBONO） ブレーキキャリパー、マスターシリンダー、“ブレーキ・バイ・ワイヤ”ブレーキコントロールシステム、カーボンファイバー製ディスクブレーキ・パッド
- タイヤ：ピレリ P-Zero
- ホイール：エンケイ
- 無線：ケンウッド
- 冷却：カルソニックカンセイ
- 塗装：シッケンズ

### パワーユニット
- 型式：ホンダ RA617H
- 最小重量：145kg
- 構成：エンジン(ICU)、MGU-K、MGU-H、エネルギー貯蔵装置(ES)、ターボチャージャー、コントロールユニット

#### エンジン
- 排気量：1,600cc
- 気筒数・角度：V型6気筒・90度
- バルブ数：24
- 最高回転数：15,000rpm（レギュレーションで規定）
- 最大燃料流量：100kg/h（10,500 rpmの場合）
- 最大燃料容量：105kg
- インジェクション 500bar 直接噴射
- ターボチャージャー：同軸単段コンプレッサー、タービン
- 燃料および潤滑油：BP/カストロール

#### エネルギー回生システム
モーター・ジェネレーター・ユニットによるハイブリッド・エネルギー回生。MGU-Kはクランクシャフトに、MGU-Hはターボチャージャーに接続
- エネルギー貯蔵装置(ES)
  - 構造：リチウムイオンバッテリー 20-25kg
  - 出力：4MJ（1周あたり）
- MGU-K
  - 最高回転数：50,000rpm
  - 出力：120kW
  - エネルギー回収：2MJ（1周あたり）
  - エネルギー放出：4MJ（1周あたり）
- MGU-H
  - 最高回転数：125,000rpm

### ギアボックス
- ギアボックス：マクラーレン製 縦置き セミオートマチック・シーケンシャル電子制御（クイックシフト） 8速＋リバース1速
- 潤滑油：カストロール

## 記録
| 年   | No. | ドライバー | 1   | 2   | 3   | 4   | 5   | 6   | 7   | 8   | 9   | 10  | 11  | 12  | 13  | 14  | 15  | 16  | 17  | 18  | 19  | 20  | ポイント | ランキング |
| 年   | No. | ドライバー | AUS | CHN | BHR | RUS | ESP | MON | CAN | AZE | AUT | GBR | HUN | BEL | ITA | SIN | MAL | JPN | USA | MEX | BRA | ABU | ポイント | ランキング |
| ---- | --- | ---------- | --- | --- | --- | --- | --- | --- | --- | --- | --- | --- | --- | --- | --- | --- | --- | --- | --- | --- | --- | --- | -------- | ---------- |
| 2017 | 14  | アロンソ   | Ret | Ret | 14† | DNS | 12  |     | 16† | 9   | Ret | Ret | 6   | Ret | 17† | Ret | 11  | 11  | Ret | 10  | 8   | 9   | 30       | 9位        |
| 2017 | 2   | バンドーン | 13  | Ret | DNS | 14  | Ret | Ret | 14  | 12  | 12  | 11  | 10  | 14  | Ret | 7   | 7   | 14  | 12  | 12  | Ret | 12  | 30       | 9位        |
| 2017 | 22  | バトン     |     |     |     |     |     | Ret |     |     |     |     |     |     |     |     |     |     |     |     |     |     | 30       | 9位        |

- 太字はポールポジション、斜字はファステストラップ（key）
- † 印はリタイアだが、90%以上の距離を走行したため規定により完走扱い。